# Амилехин, Сергей Владимирович
Сергей Владимирович Амилехин (укр. Сергій Володимирович Амілехін; род. 12 июня 1974, Ливны, Орловская область) — советский и украинский футболист, ныне тренер-преподаватель ДЮСШ № 3 (г. Орёл).

## Карьера
Футболом начал заниматься под руководством своего отца — футболиста и тренера орловского «Спартака» Владимира Ивановича Амилехина. В 1991 году дебютировал за «Спартак», но проведя всего 2 игры, уехал в Казахстан, где играл за «Горняк» Хромтау. В 1992 году выступал за команду «Ворскла» (Полтава), а затем два сезона провел в команде «Нефтяник» (Ахтырка). В сезоне 1994/95 дебютировал в высшей лиге Украины в составе команды «Карпаты» (Львов). Затем провел один матч за молодёжную сборную Украины. Затем играл за «Динамо-2» (Киев), «Прикарпатье» (Ивано-Франковск), «Хутровик» (Тысменица), ЦСКА Киев. В 1996 году вернулся в «Нефтяник». Последней командой, в которой Сергей Амилехин играл в высшей лиги Украины была «Звезда-НИБАС» (Кировоград). В 1998 году провел три матча за «Сокол» (Саратов) в первой лиге России, а затем выступал за ФК «Ливны», дебютировавшем в КФК «Черноземье». Вернувшись на Украину, доигрывал в командах «Электрон» (Ромны) и «Нефтяник» Ахтырка. Завершил карьеру в России в команде «Металлург» (Магнитогорск). По окончании карьеры работал в орловской ДЮСШ-3

## Статистика
- В высшей лиге Украины[1] провел 67 матчей, забил 5 мячей
- В первой лиге Украины провел 130 матчей, забил 8 мячей
- Во второй лиге Украины провел 19 матчей.
- Во второй лиге СССР провел 17 матчей, забил 3 мяча.
- В первой лиге России провел 3 матча.
- Во втором дивизионе России провел 10 матчей.